# Physegenua congruens
Physegenua congruens är en tvåvingeart som beskrevs av Friedrich Georg Hendel 1910. Physegenua congruens ingår i släktet Physegenua och familjen lövflugor.
Artens utbredningsområde är Peru. Inga underarter finns listade i Catalogue of Life.